# Генка Петрова-Ташкова
Генка Иванова Петрова-Ташкова е български фармацевт и фармакоикономист, професор в Медицинския университет в София. Бивш зам.-министър на образованието за няколко месеца.

## Биография

### Образование
Завършва фармация в Медицинска академия в София през 1984 г. и икономика и организация на труда към УНСС през 1991 г. Доктор по фармация с дисертация на тема „Лекарствени нужди и употреба – анализ и прогнозиране“ (1994).
Специализира здравна икономика в Кентърбъри бизнес скуул.
Доктор на фармацевтичните науки от Медицинския университет в София с дисертация на тема „Модел на реформата на фармацевтичния сектор в страни в преход от Балканския регион-анализ на приложението на теоретичните концепции“.

### Кариера
За периода от 2014 до 2016 г. е заместник-ректор по научната дейност на Медицинския университет в София.  Ръководила е Социална фармация и фармакоикономика във фармацевтичния факултет. Преподава в катедра „Организация и икономика на фармацията“; научен ръководител е на 16 защитили докторанти. Външен експерт е в Международната организация по фармакоикономика и проучвания на резултатите от здравната терапия.
Според МУ-София, тя също е гост-лектор в Института по бизнес управление на Университета на Нант, Франция, в Белградския университет, Сърбия, в Сараевския университет и Университета на Баня Лука, Босна и Херцеговина, в университета „Карол Давила“ в Букурещ.
Получавала е финансиране по програмите PHARE, TACIS, EAR, ERASMUS+, Horizon 2020, COST.
През 2010 г. е сред основателите на Българската асоциация за лекарствена информация.
Била е зам.-министър на образованието от май 2021 г. при министър Николай Денков в кабинетите Янев 1, Янев 2 и Петков. Отговаряла е за ресора висше образование.

### Публикации
Има над 400 публикации в реферирани и индексирани списания и 15 монографии и учебници, четири от тях извън България.

## Признание
Награда за изключителен принос към развитието на организацията на Международната организация по фармакоикономика.